# 萨吕群岛
萨吕群岛（法語：Îles du Salut）是法属圭亚那一个群岛，位于库鲁东北13公里处的大西洋中，主要由 Île Royale，Île Saint-Joseph 和魔鬼岛三座岛屿组成。岛上最早一批居民为18世纪60年代从库鲁附近低地迁移至此的一群法国殖民者，当时称整个群岛为“魔鬼群岛”（Îles du Diable）。萨吕群岛曾长期作为库鲁的外港。现岛上主要产业为旅游业，Royale 岛上有一家宾馆是从原监狱狱警食堂改造而成。